# Born Reckless
Pour les articles homonymes, voir Reckless.
Pour plus de détails, voir Fiche technique et Distribution.
Born Reckless est un film américain réalisé par John Ford et Andrew Bennison (en), écrit par Dudley Nichols sorti le 6 juin 1930.

## Synopsis
Louis Beretti est un gangster pillant les bijouteries avec son équipe mais lorsqu'il rentre dans sa famille, il enfile un bleu de travail pour sauver les apparences. Capturé, il est confronté à un juge qui préfère l'envoyer avec ses acolytes sur le front de la guerre. Revenu en héros, il est fêté par les siens et devient gérant de café. Mais son milieu le rattrape et il doit faire face à de vieux ennemis de la pègre...

## Fiche technique
- Titre original américain : Born Reckless
- Titre français : Born Reckless ou Sa propre condamnation à mort[1]
- Réalisation : John Ford et Andrew Bennison (en)
- Scénario : Dudley Nichols, d'après le roman Louis Beretti de Donald Henderson Clarke
- Photographie : George Schneiderman
- Musique : Peter Brunelli
- Costumes : Sophie Wachner
- Montage : Frank E. Hull
- Producteur : John Ford
- Pays de production : États-Unis
- Genre : comédie
- Durée : 82 minutes
- Format : Noir et blanc - Mono - 35 mm
- Dates de sortie : 
  - États-Unis : 6 juin 1930
  - France : 15 avril 1932

## Distribution
- Edmund Lowe : Louis Beretti
- Catherine Dale Owen (en) : Joan Sheldon
- Lee Tracy : Bill O'Brien
- Marguerite Churchill :  Rosa Beretti
- Warren Hymer : Big Shot
- Pat Somerset : Duke
- William Harrigan : Good News Brophy
- Frank Albertson : Frank Sheldon
- Ferike Boros : Ma Beretti
- J. Farrell MacDonald : District Attorney Cardigan
- Paul Porcasi : Pa Beretti
- Eddie Gribbon : Bugs
- Mike Donlin (en) : Fingy Moscovitz
- Ben Bard : Joe Bergman
- Paul Page : Ritzy Reilly
- Joe Brown : Needle Beer Grogan
- Jack Pennick : soldat
- Ward Bond : soldat
- Roy Stewart : Procureur Cardigan
- Yola d'Avril : une fille française

Acteurs non crédités
- Robert Homans : un policier
- Randolph Scott : Dick
- John Wayne : un figurant